# 336

336(삼백삼십육)은 335보다 크고 337보다 작은 자연수다.

## 수학
- 합성수로, 그 약수는 총 20개다. (1, 2, 3, 4, 6, 7, 8, 12, 14, 16, 21, 24, 28, 42, 48, 56, 84, 112, 168, 336)
  - 336의 진약수의 합은 656이므로, 336은 과잉수다.
- 28번째 불가촉수다. 앞의 불가촉수는 326, 다음은 342이다.
- 6번째 이십사각수다. 앞의 이십사각수는 225, 다음은 469다.
- {\displaystyle 336=6\times 7\times 8}
  - 연속하는 세 자연수의 곱으로 나타낼 수 있으며, 이 성질을 지닌 앞의 수는 210, 다음 수는 504다.
- {\displaystyle 336=4^{2}+8^{2}+16^{2}}
  - 연속하는 세 개의 {\displaystyle 2^{n}}의 제곱합으로 나타낼 수 있는 수다. 이 성질을 지닌 앞의 수는 84, 다음 수는 1344다.
- {\displaystyle 336=2^{2}+6^{2}+10^{2}+14^{2}}
  - 공차가 4인 네 자연수의 제곱합으로 나타낼 수 있는 수다. 이 성질을 지닌 앞의 수는 276, 다음 수는 404다.
- {\displaystyle 41^{2}-1}은 336으로 나누어떨어진다.

## 과학
- NGC 336(영어판): 고래자리 방향에 있는 나선은하.

## 교통

### 철도
- 수도권 전철 3호선 압구정역의 역번호.
- 대구 도시철도 3호선 어린이세상역의 역번호.

### 도로
- 일본 336번 국도(일본어판): 홋카이도 우라카와군 우라카와정에서 구시로시까지 이어지는 일본의 국도.
- 현도 제336호선

## 군사
- U-336(영어판, 독일어판): 제2차 세계 대전에 사용된 나치 독일의 군용 잠수함.

## 문화유산
- 대한민국의 국보 제336호: 구례 화엄사 목조비로자나삼신불좌상
  - 2021년 11월 19일 문화재 관련 법령의 개정 전 대한민국의 국보에 지정된 마지막 일련번호는 336호다.
- 대한민국의 보물 제336호: 정지장군 갑옷
- 대한민국의 사적 제336호: 구미 낙산리 고분군

## 방송
- KT HCN의 EBS 플러스 1 채널 번호.

## 기타
- 연도: 336년, 기원전 336년